# Technique de Dvorak

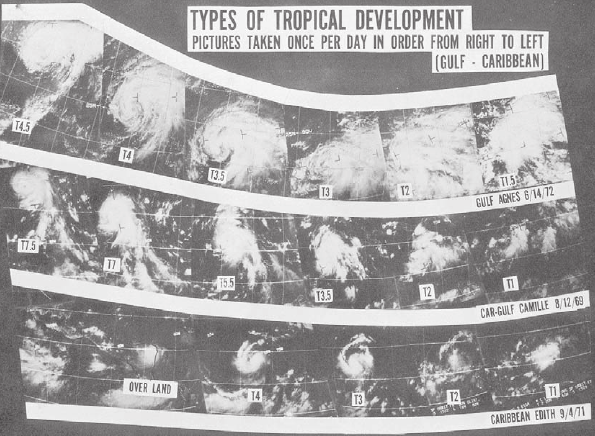
Image utilisée dans le papier original de Dvorak montrant l'évolution de trois systèmes

La technique de Dvorak, développée en 1974 par Vernon Dvorak, est une méthode d'évaluation subjective de l'intensité des cyclones tropicaux basée sur l'étude des photos satellitaires des spectres visibles et infrarouges. Plusieurs centres de prévision des cyclones à travers le monde utilisent cette technique. Parmi ces centres on retrouve aux États-Unis, le National Hurricane Center, le centre d'analyse satellitaire (NESDIS Satellite Analysis Branch de la NOAA), le centre inter-armes du Pacifique (Joint Typhoon Warning Center), le centre météorologique de la US Air Force (Air Force Weather Agency) et le Pacific Hurricane Center.

## Description
| Catégorie | Nombre T  | Vents (nœuds) | Pression minimale (hPa) | Pression minimale (hPa) |
| Catégorie | Nombre T  | Vents (nœuds) | Atlantique              | Pacifique nord-ouest    |
| --- | --------- | ------------- | ----------------------- | ----------------------- |
| Perturbation tropicale | 0,0 - 0,9 | 10-20         | ----                    | 1 008                   |
| " | 1,0 - 1,5 | 25            | ----                    | 1 004                   |
| Dépression tropicale | 2,0       | 30            | 1 009                   | 1 000                   |
| Tempête tropicale | 2,5       | 35            | 1 005                   | 997                     |
| " | 3,0       | 45            | 1 000                   | 991                     |
| " | 3,5       | 55            | 994                     | 984                     |
| Cyclone tropical/ Ouragan/typhon Catégorie 1                                                                                      | 4,0       | 65            | 987                     | 976                     |
| " | 4,5       | 77            | 979                     | 966                     |
| Catégorie 2 | 5,0       | 90            | 970                     | 954                     |
| Catégorie 3 | 5,5       | 102           | 960                     | 941                     |
| Catégorie 4 | 6,0       | 115           | 948                     | 927                     |
| " | 6,5       | 127           | 935                     | 914                     |
| Catégorie 5/ Super typhon | 7,0       | 140           | 921                     | 898                     |
| " | 7,5       | 155           | 906                     | 879                     |
| " | 8,0       | 170           | 890                     | 858                     |
| Note: La pression obtenue dans le Pacifique nord-ouest est plus basse car la pression dans cette région est en général plus basse |           |               |                         |                         |

La technique a été développée en recherchant dans des cyclones tropicaux de même intensité des similitudes entre leur apparence dans les photos visibles et leur température dans celles infra-rouges. La technique tient compte également du changement de ces caractéristiques lors du développement ou de l'affaiblissement des systèmes. La structure et l'organisation des systèmes tropicaux sont comparées dans le temps à chaque 24 heures pour en tirer leurs stades de développement.
Dans le spectre visible, on classe le stade de développement selon l'apparence des nuages au centre du système et dans les bras en spirales qui l'entourent par rapport à des signatures nuageuses connues. Dans l'infra-rouge, on recherche la différence de température entre l'œil chaud, s'il existe, et le sommet des orages qui l'entourent pour estimer l'intensité du cyclone (plus la différence est grande, plus le sommet des orages est élevé et plus ils sont intenses).
On trouve ainsi selon une estimation le Nombre T (pour "Tropical") et l'intensité courante (IC) pour la tempête. Les deux indicateurs varient entre 0 et 8,. Les deux nombres sont identiques lorsque le cyclone est en développement. Lorsqu'il faiblit, le IC est toujours plus élevé que le Nombre T,,. Le tableau à la droite montre le rapport entre la vitesse des vents dans un système tropical, la pression central de surface et le Nombre T,.

## Usage
- Le météorologue trouve le nombre T selon l'apparence de la configuration nuageuse ;
- Il trouve ensuite l'intensité courante (IC). Par exemple, il a été trouvé que dans le Pacifique Nord-Ouest qu'une configuration de T6,0 correspondait à une intensité courante de 115 nœuds sur 1 minute associée à une pression de l'ordre de 927 hPa selon le tableau ci-contre ;
- Lorsque le cyclone est en développement, les nombres T et IC sont identiques. Quand un cyclone s'affaiblit sa configuration nuageuse diminue et l'analyse Dvorak donnera un IC plus grand que T. Par exemple, l'analyse suivante : T5,5 / IC 6,0 signifie que l'on conserve IC 6,0 = 115 nœuds durant 6 à 12h après avoir constaté un affaiblissement sur l'image satellitaire, cela est dû à l'inertie du vent qui ne ralentit pas immédiatement. En phase d'affaiblissement IC > à T de 0,5 ou 1 en moyenne[2].

Le National Hurricane Center va souvent faire référence au Nombre T dans son analyse des systèmes tropicaux comme dans l'exemple ci-dessous à propos de la dépression tropicale 24 qui deviendra plus tard l'ouragan Wilma) en 2005 :

« (traduction) le Tropical Analysis and Forecast Branch et le Satellite Analysis Branch en sont arrivés avec une évaluation identique du nombre T de Dvorak de 2,5 avec des vents de 35 nœuds. Cependant... les vents de surface d'une large dépression en développement comme celle-ci sont souvent en retard de douze heures sur les photos satellitaires. En conséquence, l'intensité initiale a seulement été augmentée de 30 nœuds. »

Le nombre T est utilisé dans ce cas comme un guide sur l'intensité du système et d'autres facteurs sont mentionnés pour l'évaluation.

### Schémas types
Il y a plusieurs configurations des nuages possibles dans un système tropical, selon son intensité et son stade de développement. Les schémas de base sont :
- Bandes orageuses incurvées (T1,0-T4,5) ;
- Signature visuelle de cisaillement des nuages par les vents (T1,5-T3,5) ;
- Couverture nuageuse centrale dense (T2,5-T5,0) ;
- Œil du cyclone avec des bandes internes ou noyé dans la masse (T4,0-T4,5) ;
- Œil bien défini (T4,5 - T8,0) : la différence de température entre le centre et le sommet des nuages détermine plus avant le T.

Exemples d'images satellitaires et le nombre T associé
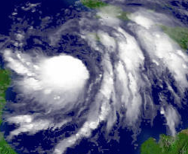
Wilma au stade tempête tropicale à T3,0
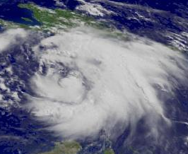
Dennis au stade tempête tropicale à T4,0
Ouragan Jeanne à T5,0
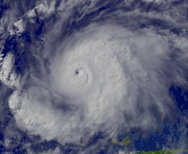
Ouragan Emily (2005) à T6,0

Une fois que les caractéristiques visuelles du système et leur extension sont identifiées, le nombre T est tiré de la comparaison avec une carte de schémas typiques,.
Le Cooperative Institute for Meteorological Satellite Studies (CIMSS) de l'Université du Wisconsin-Madison a développé une technique "objective" de Dvorak qui utilise un algorithme informatique pour reconnaître les configurations nuageuses (IC) sur les photos satellitaires, au lieu d'une évaluation humaine. Elle n'est cependant pas applicable pour les dépressions tropicales ou les faibles tempêtes tropicales.

### Incertitudes
Les estimations, aussi bien des vents que de la pression, découlent du fait que les relations qui unissent ces deux variables sont constantes en général. Cependant, des cyclones de petite taille (ex. Ouragan Andrew 1992) peuvent avoir des vents maximums plus forts que des cyclones plus grands, pour une même valeur de la pression au centre car leur gradient de pression est plus serré. Il faut donc faire preuve de prudence et ne pas prendre aveuglément les valeurs vent/pression du ci-contre. Les pressions sont plus basses sur le Pacifique Nord-Ouest que sur l'Atlantique à cause du manque de recul climatologique. Les données sur le champ de pression au niveau de la mer sur le Pacifique Nord-Ouest sont récentes. Il a donc fallu diminuer les valeurs du champ de pression pour les accorder au champ de vent.
Les erreurs mesurées par reconnaissances aériennes sur le Pacifique Nord-Ouest par rapport à la méthode de Dvorak ont une valeur d'environ 10 hPa avec un écart type de 9 hPa. On estime que l'erreur moyenne est sensiblement la même sur le bassin Atlantique. Un cyclone de l'Atlantique dont Nombre T est de 4,5 (vents de 77 nœuds - pression 979 hPa) peut donc en réalité avoir des vents compris entre 60 et 90 nœuds et une pression entre 989 et 969 hPa. Bien que l'on reconnaisse ces approximations, cette méthode reste la seule qui permette quand même une bonne estimation de l'intensité. Pour les autres bassins, qui n'ont pas de reconnaissances aériennes, la méthode présente aussi des intérêts. Il faut cependant revoir le tableau de correspondance entre le T, le vent et la pression.

## Prévision
Dans les images satellitaires, le météorologue peut déterminer les zones où l'air entre dans le cyclone et en ressort ce qui lui donne une idée des forces en présence. Il estime également à quel stade en est rendu le système par la technique décrite. Alors que la méthode de Dvorak a pour mission d'estimer l'intensité actuelle d'un cyclone, on peut essayer de l'utiliser pour prévoir l'intensité à 24 heures en faisant des extrapolations du CI selon un tableau qui relie le stade de développement et les forces.
Par exemple, un système en développement rapide va montrer une formation nuageuse en virgule dont la réflexion visible est très intense et la température au sommet des nuages en diminution rapide. Sa partie centrale montrera des bulles indiquant des orages intenses ou des filaments indiquant des cirrus de l'enclume de ces derniers qui se répand vers l'extérieur dans tous les quadrants. Dans un cyclone en développement lent, il manquera certaines de ces caractéristiques et dans un cyclone en diminution, il n'y en aura aucune.
Pour l'instant, la qualité des prévisions obtenues n'a pas été vérifiée.